# Neotanypeza rufiventris
Neotanypeza rufiventris är en tvåvingeart som först beskrevs av Günther Enderlein 1936.  Neotanypeza rufiventris ingår i släktet Neotanypeza och familjen långbensflugor.
Artens utbredningsområde är Venezuela. Inga underarter finns listade i Catalogue of Life.